# Enzo Martínez
Enzo Gabriel Martínez Suárez (ur. 29 kwietnia 1998 w Artigas) – urugwajski piłkarz występujący na pozycji środkowego obrońcy, od 2023 roku zawodnik Defensora Sporting.